# Anthracomartidae
Anthracomartidae – wymarła rodzina pajęczaków z rzędu Trigonotarbida.
Rodzinę tę wprowadził w 1890 roku Erich Haase. W 2011 Russell Garwood i Jason Dunlop dokonali rewizji ich systematyki. Dotychczas opisano 17 gatunków z 3 rodzajów:
- †Anthracomartus Karsch, 1882
- †Brachypyge Woodward, 1878
- †Maiocercus Pocock, 1911

Ich zapis kopalny pochodzi z karbonu, a skamieniałości znajdowane są na terenie Europy i Ameryki Północnej. Szczególnie licznie są znajdowane w brytyjskim Coseley oraz czeskich Nýřanach i Rakovníku. Najlepiej zachowane skamieniałości znajdowane są konkrecjach syderytu na terenie Wielkiej Brytanii.
Pajęczaki te przypominały ogólnym pokrojem ciała pająki, jednak miały na wierzchniej części opistosomy (odwłoka) wyraźne płytki grzbietowe i boczne. Ich karapaks był w obrysie prawie kwadratowy, kształtem nieco przypominający pudełko, o przedniej krawędzi z opadającym, krótkim wydłużeniem, być może stanowiącym nadustek. Oczy środkowe i boczne osadzone były na wzgórkach. W pośrodkowej części bioder odnóży znajdowały się struktury przypominające endyty. Pierwszy tergit opistosomy był zmodyfikowany w listewkę. Tergity opistosomy od drugiego do dziewiątego były podzielone podłużnymi szwami tak, że tworzyły poprzeczne rzędy liczące po pięć płytek. Na wierzchu opistosomy biegł również, równoległy do obrysu tej części ciała szew zewnętrzny, który w tylnym odcinku dzielił środkową płytkę dziewiątego tergitu na część przednią i tylną.